# Тейлор, Ханна
Ханна Фэй Тейлор (англ. Hannah Fay Taylor; 30 апреля 1998, Шарлоттаун, Остров Принца Эдуарда, Канада) — канадская спортсменка, борец вольного стиля.

## Карьера
В августе 2019 года Тейлор представляла Канаду на Панамериканских играх в Лиме, однако медали не завоевала. В 2019 и в 2020 году на Панамериканских чемпионатах она дважды завоевывала серебряную медаль, в 2019 году в финале она уступила Лиссетт Антес из Эквадора, а в 2020 году проиграла Джулии Пеналбер из Бразилии. В августе 2022 года она стала бронзовым призёром Игр Содружества в Бирмингеме. 2 ноября 2023 года на Панамериканских играх в Сантьяго она дошла до финала, где проиграла Джулии Пенальбер. В феврале 2024 года на Панамериканском олимпийском квалификационном турнире, проходившем в Акапулько, она получила квоту от Канады на Олимпийские игры, которые пройдут в Париже.

## Результаты
- Панамериканский чемпионат по борьбе 2019 — ;
- Чемпионат мира по борьбе среди спортсменов до 23 лет 2019 — ;
- Панамериканский чемпионат по борьбе 2020 — ;
- Чемпионат мира по борьбе среди спортсменов до 23 лет 2021 — ;
- Игры Содружества 2022 — ;
- Панамериканские игры 2023 — ;

## Личная жизнь
Тейлор родилась в городе Шарлоттаун на Острове Принца Эдуарда, а выросла в Корнуолле, там же на Острове Принца Эдуарда. В настоящее время она проживает в регионе Ниагара, обучается спортивному менеджменту в Университете Брока. Она получила аттестат средней школы Three Oaks Senior High School, расположенной в Саммерсайде на Остров Принца Эдуарда.